# Michèle Blumenthal
Pour les articles homonymes, voir Blumenthal.
Michèle Blumenthal, née le 2 août 1943 à Roubaix dans le Nord, est une femme politique française, membre du Parti socialiste, ancien professeur d’histoire-géographie.

## Biographie
Michèle Blumenthal est née et grandit dans le Nord avant de s'installer à Paris en 1974. Elle devient professeur d'histoire-géographie au lycée technique régional Dorian[réf. nécessaire] et au lycée Paul-Valéry dans l’est parisien.
Elle est élue conseillère municipale de Paris en 1995 dans le 12e arrondissement puis en devient le maire lors des élections municipales de 2001, contre toute attente face à Jean-François Pernin, le maire (UDF) sortant (fils de Paul Pernin, lui-même maire de l'arrondissement de 1977 à 1995), avec 51,06 % des voix (1013 voix d'avance). Cette victoire contribue à ce que Bertrand Delanoë obtienne une majorité au conseil de Paris et dirige la mairie tenue par la droite depuis 1977. 
Michèle Blumenthal est également suppléante de Patrick Bloche, le député de la 7e circonscription de Paris en 1997. 
En 2008, elle est réélue au second tour dans le 12e arrondissement avec 66 % des voix face à Jean-Marie Cavada (soutenu par l'UMP).